# Benzinemotor

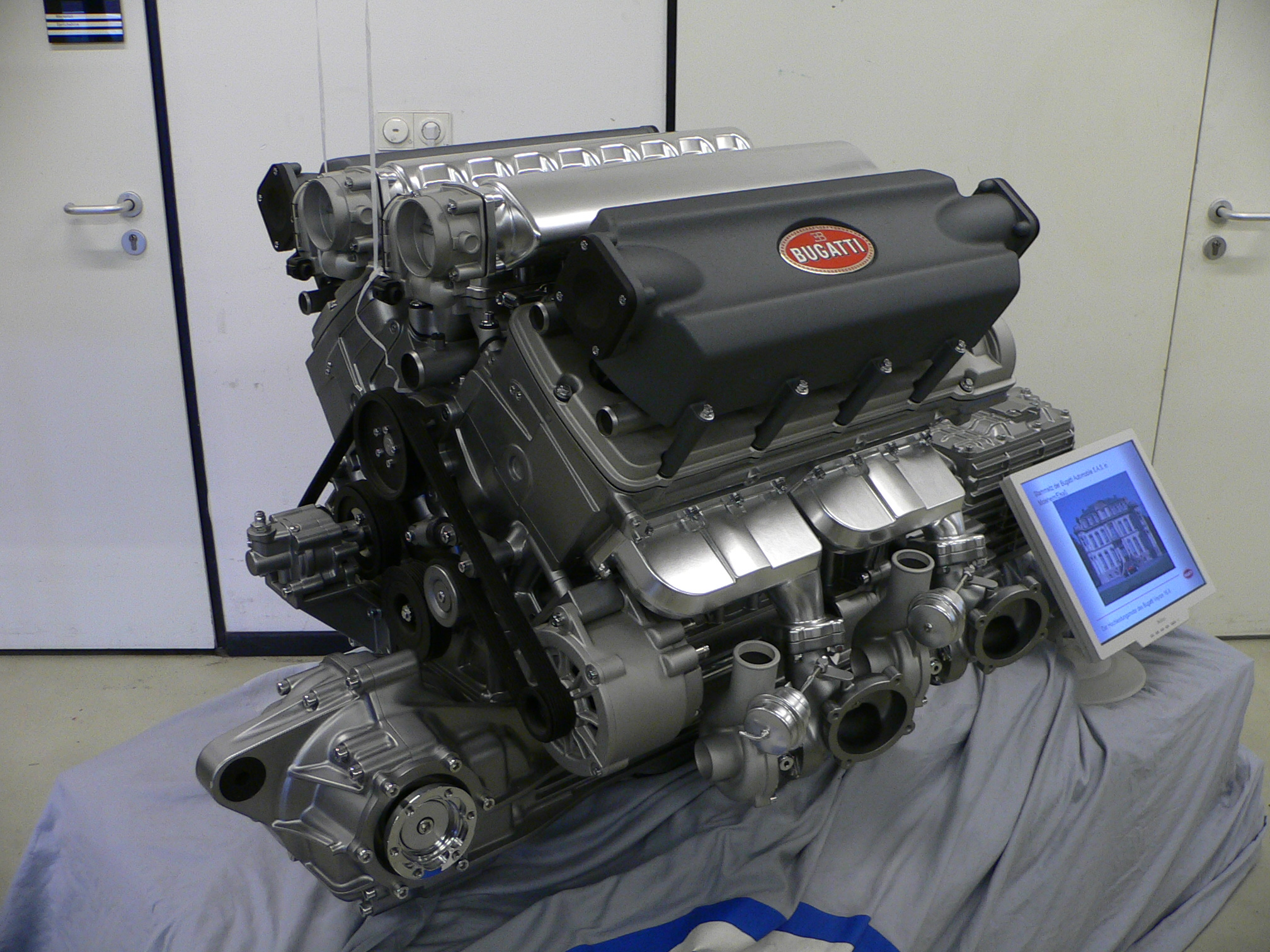
W16 benzinemotor van de Bugatti Veyron

Een benzinemotor is een motor die mechanische arbeid verricht door middel van de verbranding van benzine.
De meest voorkomende benzinemotoren zijn zuigermotoren, die volgens het tweetakt- of het viertaktprincipe werken, maar ook wankelmotoren werken meestal op benzine.
(Bijna) alle benzinemotoren zijn mengselmotoren of ottomotoren, genoemd naar de Duitse uitvinder Nicolaus Otto. De meeste mengselmotoren zijn ontworpen voor het gebruik van benzine. Daarom wordt dikwijls "benzinemotor" als synoniem voor mengselmotor gebruikt. Daardoor krijgt men soms de eigenaardige uitspraak: "het zijn enkel benzinemotoren die met lpg kunnen werken". Maar een veelheid van de benzinemotoren kunnen zonder veel aanpassingen op andere brandstoffen werken, zoals ethanol, aardgas, waterstof of lpg. 